# ペティス積分
数学の分野におけるペティス積分（ペティスせきぶん、英: Pettis integral）あるいはゲルファント-ペティス積分（イズライル・ゲルファントとビリー・ジェームス・ペティスの名にちなむ）とは、双対性を利用することによって、バナッハ空間に値を取るような測度空間上の関数へとルベーグ積分の定義を拡張したものである。測度空間がルベーグ測度を備える区間であるような場合に対して、ゲルファントによって導入された。強積分であるボホナー積分と区別されて、弱積分と呼ばれることもある。

## 定義
{\displaystyle (X,\Sigma ,\mu )} を測度空間、{\displaystyle B} をバナッハ空間とし、{\displaystyle f:X\to B} および {\displaystyle E\in \Sigma } を定める。次を満たすような {\displaystyle A\in B} が存在するとき、それを {\displaystyle f} の {\displaystyle E} についてのペティス積分と呼ぶ：
{\displaystyle \langle v,A\rangle =\int _{E}\langle v,f(t)\rangle \,d\mu (t)\ \ \forall v\in B'.}
但し {\displaystyle B'} は {\displaystyle B} の双対空間とする。このような {\displaystyle A} は次のように表記される：
{\displaystyle A=\int _{E}f(t)\,d\mu (t).}